# 招束沟镇
招束沟镇，是中华人民共和国辽宁省阜新市阜新蒙古族自治县下辖的一个乡镇级行政单位。

## 行政区划
招束沟镇下辖以下地区：
下招束沟村、花台营子村、朱沙拉村、地宫村、上招束沟村、三家子村和拉各拉村。